# Carne en palito
Carne en palito es un plato nacional y tradicional de la gastronomía del Ecuador, principalmente de su región litoral, donde de antaño es muy consumido por todas sus clases sociales. Similar a la carne asada, es hecho con un fino corte de carne de vaca, aliñada con sal, comino, ajo y achiote, y traspasada por un rudimentario y afilado palo de madera, que se cuece a la brasa.

## Acompañamiento
Puede comerse solo o condimentado con unas cucharaditas de ají molido;  va de escolta arroz con menestra de frejol o lenteja, también lo puede ser con ensalada y papas.